# Indianspejare
Indianspejare var etniskt rekryterade spaningssoldater som tjänstgjorde i de europeiska arméerna i Nordamerika och i USA:s armé.

## Nya Spanien

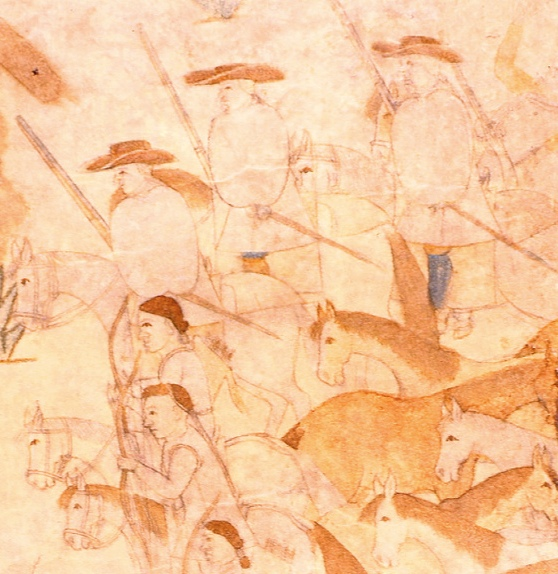
Indios exploradores och dragones de cuera under Villasurexpeditionen 1720.

Indianspejare eller indios exploradores fanns i de spanska trupperna i Nya Spanien. Enligt 1772 års presidioreglemente skulle gränsgarnisonerna använda sig av indianspejare vars sold fastställdes till en real per dag, samt proviant för spejaren och hans familj. Förutom egen båge och pilar utrustades de med pistol, sköld och lans. De skulle också tilldelas ridhästar och klövjemulor och få ut ett skålpund krut per år.
På 1790-talet omorganiserades indianspejarna från att ha varit tilldelade varje presidiokompani till att samlas i tre indianska kompanier, två bestående av opataindianer och ett med pimaindianer. Varje kompani bestod av en kapten, en löjtnant, en fänrik, två spanska sergeanter och 90 indianska soldater.

## USA

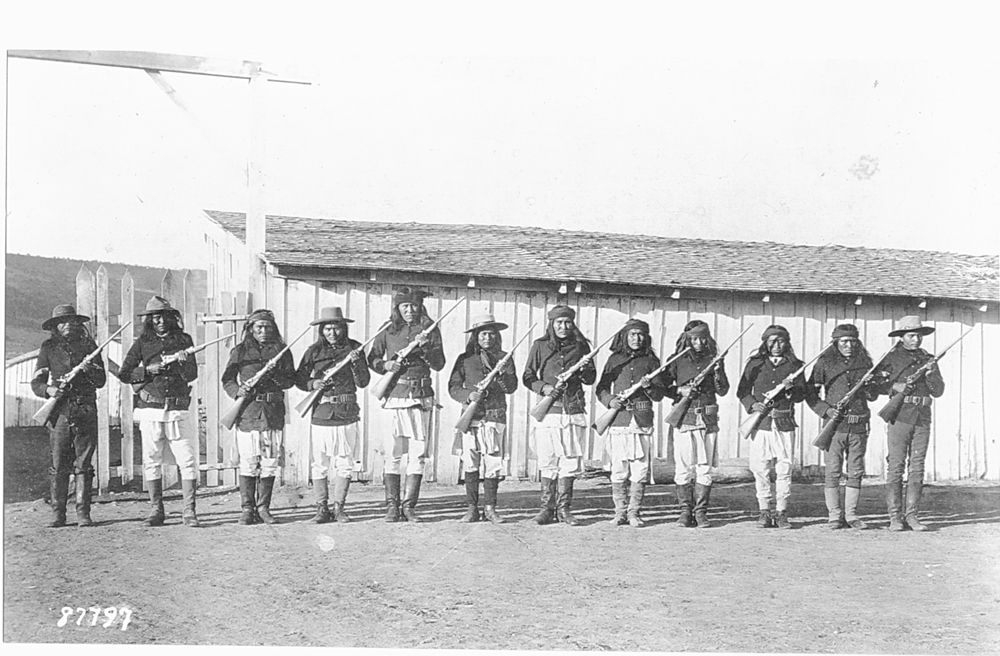
Apachespejare, Fort Wingate, New Mexico 1880-talet.

Indianspejare eller U.S. Army Indian Scouts fanns i den amerikanska armén 1866-1943. 
Europeiska och koloniala trupper i Nordamerika hade använt sig av indianer som spanare ända sedan 1600-talet. Den amerikanska armén använde sig av indianspejare redan under frihetskriget och under 1812 års krig. Även under krigen mot prärieindianerna användes indianer som hjälptrupper och som spanare. De var då antingen allierade som deltog i kriget utan ersättning eller enskilda avlönade spejare. De sistnämnda betraktades före 1866 som civilanställda. Även efter 1866 fortsatte man att anställa civilanställda spejare parallellt med de värvade.

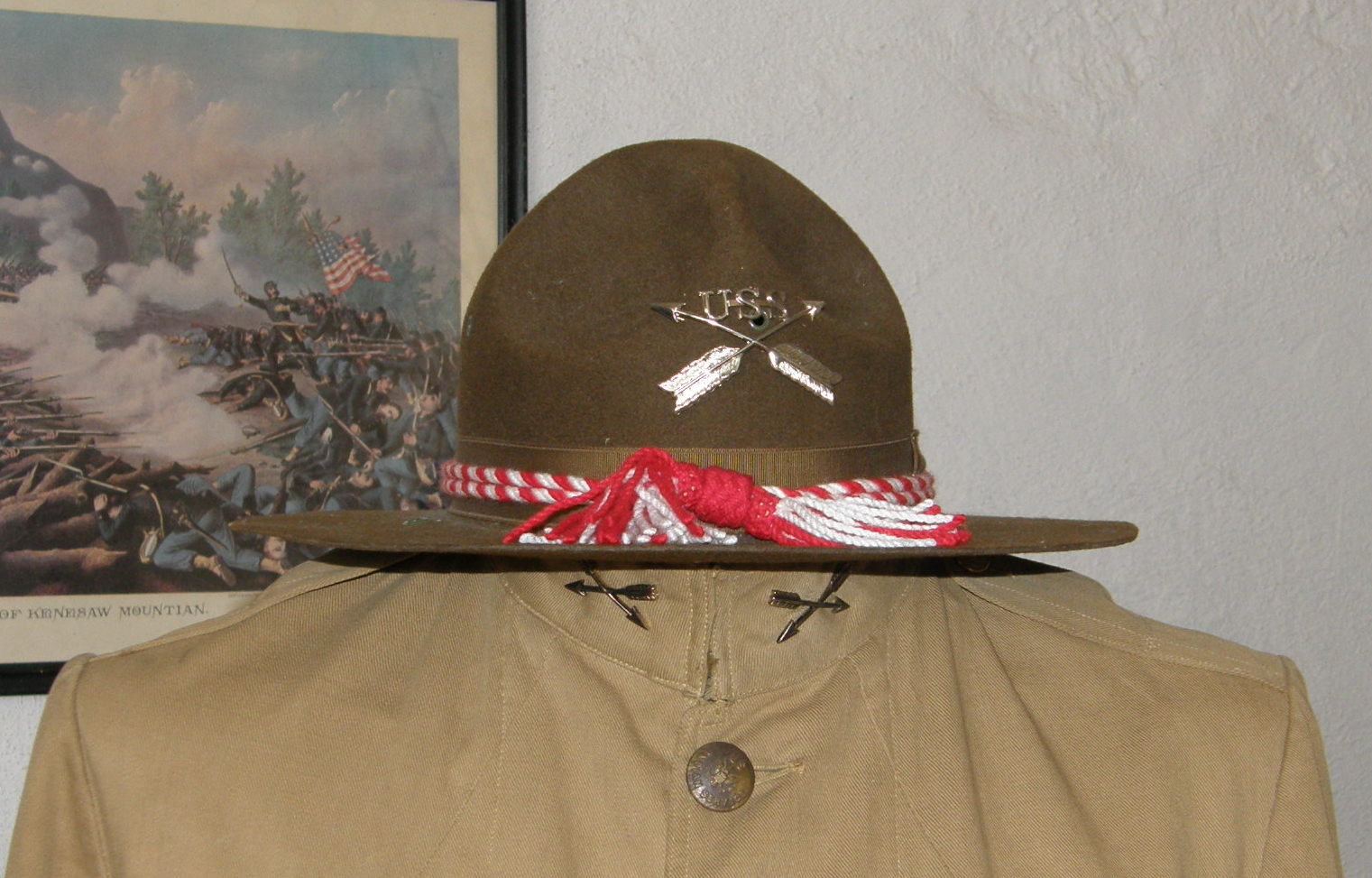
Uniform i USA:s armé modell 1902, med korslagda pilar som truppslagstecken och rött och vitt som truppslagsfärger för indianspejare.

Det var 1866 som den amerikanska armén fick befogenhet att värva indianer som soldater. Dessa skulle användas som spanare, fick inte användas utanför territorierna och indianområdet och skulle maximalt få uppgå till 1 000 man. De skulle få samma lön och förmåner som vita kavallerister. Värvningstiden var 3-6 månader. När kriget mot indianerna var över minskades styrkan 1891 till 150 man. 1917 blev värvningstiden sju år, densamma som för andra soldater.De sista indianspejarna var apacher. General John Pershing använde indianspejare både under sitt fälttåg mot Pancho Villa 1916 och i Frankrike under första världskriget. Efter kriget blev Fort Huachuca permanent depå för indianspejarna.
Indianspejarna tilldelades uniformer av äldre modeller. Dessa bars ofta tillsammans med indianska klädesplagg och dräktdetaljer. Med införandet av den khakifärgad arméuniformen 1902 övergick också indianspejarna till att bära reglementsenlig uniform. Truppslaget upphörde 1921, men ett förband indianspejare fanns kvar till 1943 då det lades ned. Den siste indianspejaren tog avsked 1948. Idag har indianspejarnas traditioner övertagits av den amerikanska arméns specialförband.